# Municipi de Kalix
Kalix (en suec: Kalix kommun; en finès: Kainuun kunta) és un municipi del Comtat de Norrbotten, al nord de Suècia. El seu centre administratiu està situat a Kalix. Ocupa una superfície de 3.746 km² amb 16.144 habitants (2018).
El 1924 el municipi de Töre va ser separat del municipi de Nederkalix passant a formar el seu propi municipi. El 1967 els dos es van reunificar creant l'actual municipi.

## Història
En temps històrics, Kalix era el nom del tribunal de districte (en suec: domsaga) Hi havia dues parròquies: El Kalix baix i el Kalix alt, en suec: Nederkalix i Överkalix, respectivament). El calze del seu escut d'armes hi figura des de l'any 1800.
Per Kalix va passar Carl Linné en la seva expedició científica per Lapònia i on s'interessà per la metal·lúrgia.

## Localitats
Hi ha dotze localitats (o àrees urbanes) al Municipi de Kalix:
| #  | Localitat    | Població |
| -- | ------------ | -------- |
| 1  | Kalix        | 7,312    |
| 2  | Töre         | 1,146    |
| 3  | Rolfs        | 1,116    |
| 4  | Nyborg       | 881      |
| 5  | Risögrund    | 782      |
| 6  | Sangis       | 612      |
| 7  | Karlsborg    | 419      |
| 8  | Bredviken    | 374      |
| 9  | Båtskärsnäs  | 340      |
| 10 | Gammelgården | 307      |
| 11 | Morjärv      | 297      |
| 12 | Påläng       | 291      |

El centre administratiu és en negreta

## Idiomes
Al municipi s'hi parlen diverses llengües: la llengua de Kalix, un dialecte del suec amb característiques pròpies que està sent substituït per l'estàndard suec, llengües sami, finès i meänkieli,